# بروك تايلور (سياسي)
بروك تايلور هو سياسي كندي، ولد في 21 يونيو 1950 في كندا. حزبياً، نشط في جمعية المحافظين التقدمية لنوفا سكوشا. وقد انتخب عضو مجلس نواب نوفا سكوتيا.